# 二重ベータ崩壊
二重ベータ崩壊（にじゅうベータほうかい、double beta decay）は、原子核内の2つの中性子がほぼ同時に陽子になるという、（広義の）ベータ崩壊の一種である。

## 概要
β−崩壊の過程において、不安定な原子核は原子核内の中性子が陽子に変わり、電子と反電子ニュートリノを放出する。ベータ崩壊が起きるためには、変化後の原子核は元の原子核より小さな質量超過を持たなければならない。たとえば、ゲルマニウム76（76Ge）は、原子番号の1つ小さなヒ素76（76As）のほうが大きな質量超過を持つ(76Geの質量超過は-73.21291 MeV、76Asの質量超過は-72.29139 MeV)ために、76Geから76Asへのベータ崩壊は発生しない。しかし、原子番号が2つ大きいセレン76（76Se）は76Geより小さな質量超過を持つ(76Seの結合エネルギーは-75.25195 MeV)ため、76Geから76Seへの「二重ベータ崩壊」過程が発生する。
二重ベータ崩壊においては、原子核内の中性子2つが陽子2つに変わり、電子と反電子ニュートリノが2つずつ放出される。この過程が研究室で最初に観測されたのは1986年である (最初に実験的な観測が試みられたのは1948年)。崩壊生成物の (非常に古いSe鉱やTe鉱からのKrやXe抽出による) 地球化学的観測は1950年から知られている。二重ベータ崩壊は放射性崩壊の中できわめてまれにしか起きない現象である。観測されたことがあるのは10種類の同位体についてのみであり、それらのすべてが1019年以上の平均寿命を持つ。
核種によっては、過程は2つの陽子が2つの中性子になり、2つの電子ニュートリノを放出して2つの軌道電子を吸収する現象として発生する場合もある (二重電子捕獲)。親原子と娘原子の質量差が 1.022 MeV/c2 (電子2つの質量) を超える場合、軌道電子を1つ捕獲して陽電子を1つ放出する、別の過程が発生しうる。そして最後に、質量差が 2.044MeV/c2 (電子4つの質量) を超えるとき、陽電子を2つ放出する第三の種類の崩壊が起きる。これらのうち二重電子捕獲は既に観測されているが、陽電子を放出する二重ベータ崩壊は理論的な予測にとどまっている。

## ニュートリノを放出しない二重ベータ崩壊
上記の過程はニュートリノ (もしくは反ニュートリノ) を2つ放出するため、ニュートリノを放出する二重ベータ崩壊とも呼ばれる。もしニュートリノがマヨラナ粒子であるなら、反ニュートリノとニュートリノが実際には同じ粒子であることを意味するため、ニュートリノを放出しない(ニュートリノレス, neutrinoless)二重ベータ崩壊の発生する可能性がある。ニュートリノを放出しない二重ベータ崩壊においては放出されたニュートリノは (反粒子であるため) もう1つの核子に直ちに吸収されるので、電子2つの運動エネルギーの合計は初期状態と最終状態の原子核の結合エネルギーの違いとちょうど同じになる。ニュートリノを放出しない二重ベータ崩壊が発見されればニュートリノが実際にマヨラナ粒子であることが明らかになり、ニュートリノの質量を計算できるので、この現象を発見するために幾多の実験が実施され、提案されてきた。

## 二重ベータ崩壊を起こす同位体の一覧
二重ベータ崩壊を起こす可能性のある天然放射性同位体は60を超える。これまでに崩壊が観測されているのはそのうち10種類のみである (標準模型で許されたニュートリノを放出するモードによる):
48Ca、76Ge、82Se、96Zr、100Mo、116Cd、128Te、130Te、150Nd、238U。
理論的には、きわめて多くの同位体が二重ベータ崩壊と他の崩壊のどちらをも起こす可能性がある。ほとんどの場合、二重ベータ崩壊はきわめてまれであるため、他の放射に紛れてしまい、観測はほとんど不可能である。しかし、238U の二重ベータ崩壊の比率は放射化学的に測定されている。この種の放射によって238Puが生成される。
また、上記のリストの原子核のうち2種類 (48Caと96Zr) は通常のベータ崩壊も起こしうるが、通常のベータ崩壊は強く抑えられており観測されたことはない。

## 実験
- CANDLES実験 - 神岡鉱山で行われている48Caの観測[5]。
  - 前身は大塔コスモ観測所（天辻トンネル内）で行われていたELEGANT実験。
- CUORE（英語版）/Cuoricino - グラン・サッソ国立研究所で行われている130Teの観測。
- カムランド禅 - 神岡鉱山で行われている136Xeの観測。
- LEGEND実験 - マヨラナ実験とGERDAの共同研究グループにより、新たに検出器が造られる予定である。
  - マヨラナ実験（英語版） -  76Geの観測。
  - GERDA（英語版） - グラン・サッソ国立研究所で行われている76Geの観測。
- MOON実験 - 100Moの観測。
- NEMO実験（英語版） - 核種を入れ替えて実験することができる。
- SNO+（英語版） - サドベリー・ニュートリノ天文台の検出器を用いた130Teの観測。
- EXO実験（英語版） - 136Xe及び134Xeの観測。